# Christian Rollinger
Christian Rollinger (* 18. September 1982 in Luxemburg) ist ein luxemburgischer Althistoriker.

## Laufbahn
Christian Rollinger studierte von 2001 bis 2008 Geschichte, Anglistik und Kunstgeschichte an den Universitäten Heidelberg und Trier. Die Magisterarbeit zu Cicero wurde 2009 publiziert. Anschließend war er bis 2012 wissenschaftlicher Mitarbeiter am gemeinsamen Forschungscluster Gesellschaftliche Abhängigkeiten und soziale Netzwerke der Universitäten Trier und Mainz. 2013 wurde er in Trier mit einer von Elisabeth Herrmann-Otto betreuten Arbeit zur Kultur- und Sozialgeschichte der späten Römischen Republik im Fach Alte Geschichte promoviert. Von 2012 bis 2014 war Rollinger wissenschaftlicher Mitarbeiter von Marietta Horster an der Johannes-Gutenberg-Universität Mainz. 2014 wechselte er als Assistent von Christoph Schäfer zurück an die Universität Trier, wo er seit April 2021 unbefristet als Akademischer Oberrat tätig ist und sich 2022 mit einer Arbeit zum Hofzeremoniell der spätantiken oströmischen Kaiser habilitierte. Im Februar 2022 wurde er zum Privatdozenten ernannt. 2020 und 2023 war Rollinger Gastdozent an der Universität Straßburg; im Sommersemester 2024 vertrat er den Lehrstuhl von Filippo Carlà-Uhink an der Universität Potsdam und war überdies Lehrbeauftragter an der Universität Rostock.
Rollingers Forschungsschwerpunkte bilden die Römische Republik und das spätantike Oströmische Reich. Er hat daneben auch zur antiken Wirtschaftsgeschichte, zur maritimen Geschichte der Antike sowie zur Antikenrezeption, insbesondere im Computerspiel und in der modernen Popkultur, gearbeitet und ist Mitherausgeber der Zeitschriften Thersites und Journal of Historical Network Research.

## Schriften (Auswahl)

### Monographien
- Solvendi sunt nummi. Die Schuldenkultur der Späten Römischen Republik im Spiegel der Schriften Ciceros. Verlag Antike, Berlin 2009, ISBN 978-3-938032-29-9 (Magisterarbeit).
- Amicitia sanctissime colenda. Freundschaft und soziale Netzwerke in der Späten Republik (= Studien zur alten Geschichte. Band 19). Verlag Antike, Heidelberg 2014, ISBN 978-3-938032-71-8 (Dissertation).
- Zeremoniell und Herrschaft in der Spätantike. Die Rituale des Kaiserhofs in Konstantinopel (= Historia Einzelschriften. Band 275). Franz Steiner Verlag, Stuttgart 2024, ISBN 978-3-515-13635-8 (Habilitationsschrift).

### Herausgegebene Bände
- mit Patrick Reinard und Christoph Schäfer: Wirtschaft und Wiederverwendung. Beiträge zur antiken Ökonomie (= Scripta Mercaturae. Beiheft 1). Scripta Mercaturae Verlag, Gutenberg 2019, ISBN 978-3-89590-183-6.
- Classical Antiquity in Video Games: Playing with the Ancient World. Bloomsbury, London 2020, ISBN 978-1-350-19386-4.
- mit Wim Broekaert und Elena Köstner: The Ties That Bind. Ancient Politics and Social Network Analysis (= Journal of Historical Network Research. Band 4). Université du Luxembourg, Luxembourg 2020, doi:10.25517/jhnr.v4i0.
- mit Filippo Carlà-Uhink: The Tetrarchy as Ideology. Reconfigurations and Representations of an Imperial Power (= Heidelberger Althistorische Beiträge und Epigraphische Studien. Band 64). Franz Steiner Verlag, Stuttgart 2023, ISBN 978-3-515-13400-2.
- mit Patrick Reinard: Cum magna fide? Vertrauen und die antike Wirtschaft / Trust and the Ancient Economy (= Scripta Mercaturae. Beiheft 3). Scripta Mercaturae Verlag, Gutenberg 2023, ISBN 978-3-89590-185-0.
- mit Nadine Viermann: Empresses-in-Waiting. Female Power and Performance at the Late Roman Court. Liverpool University Press, Liverpool 2024, ISBN 978-1-80207-593-9.